# Felice Francolini
Felice Francolini (Firenze, 9 giugno 1809 – Firenze, 4 gennaio 1896) è stato un architetto e ingegnere italiano.

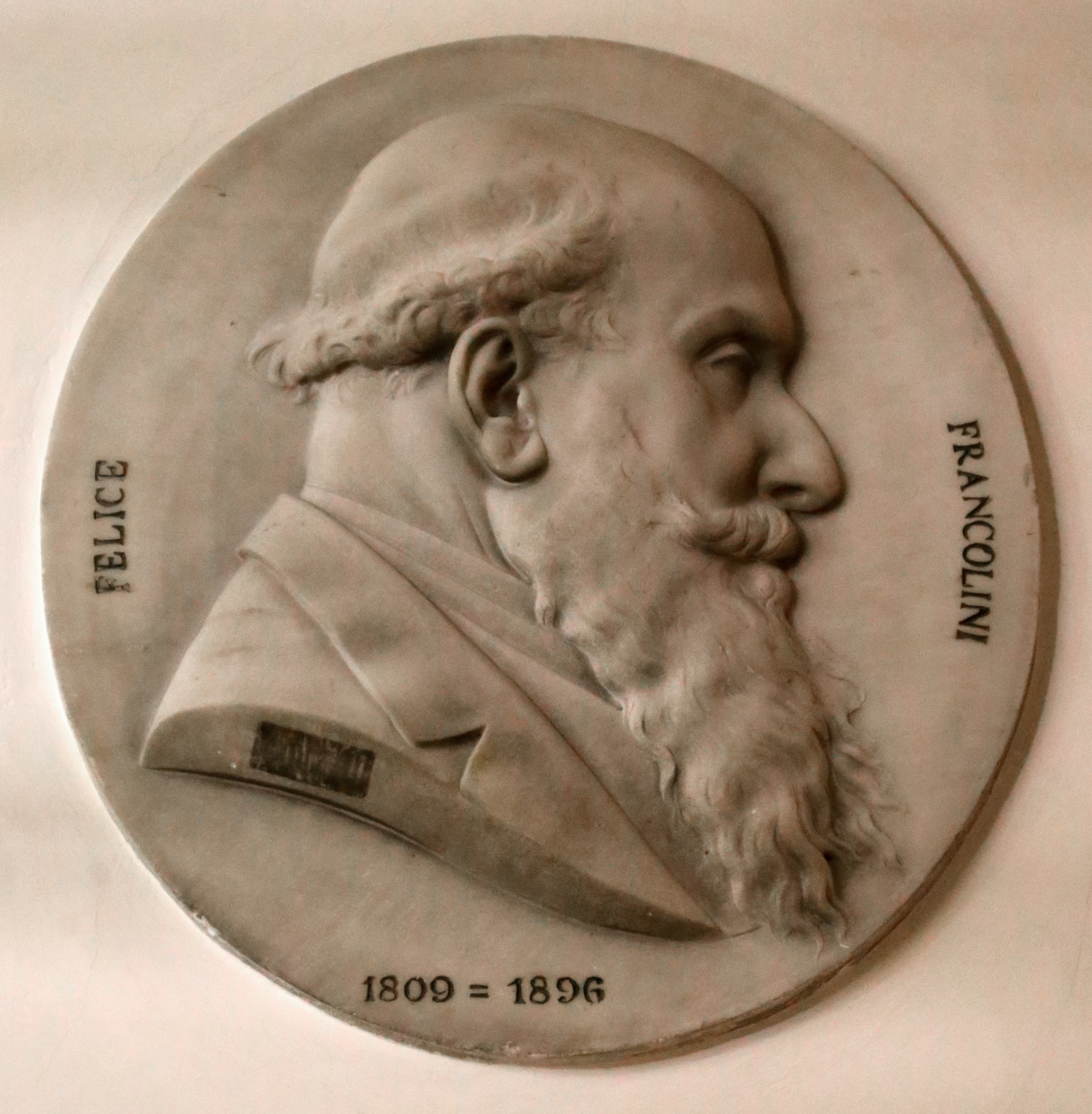
Ritratto all'Accademia dei Georgofili

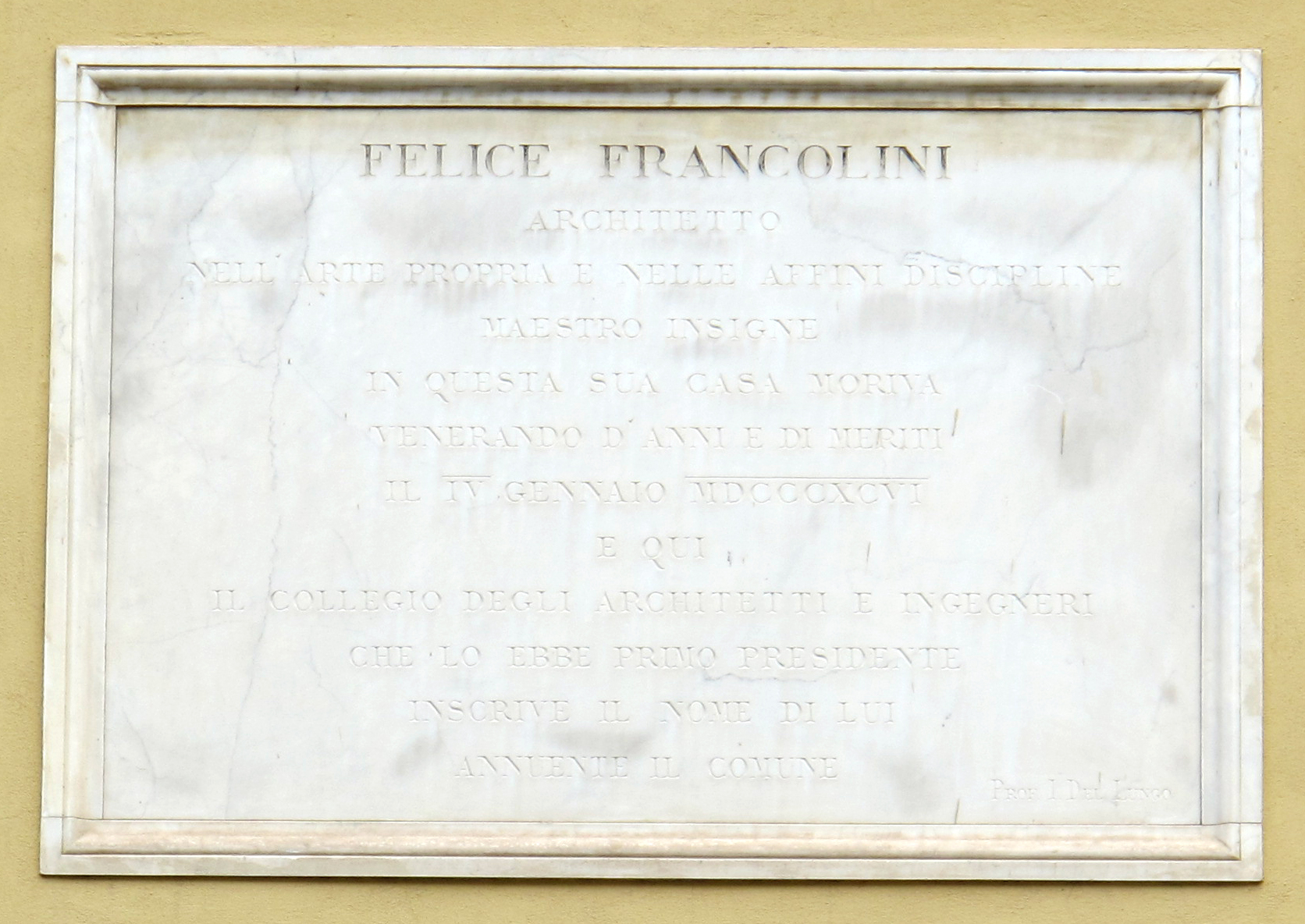
Lapide dedicata a Felice Francolini in via della Mattonaia 18 a Firenze

Fu attivo in numerosi progetti legati a nuove costruzioni e restauri nel centro di Firenze. Membro dell'Accademia del Disegno dal 1874 al 1888 e dell'Accademia dei Georgofili, fu inoltre il primo presidente del Collegio degli Architetti e degli Ingegneri, dal 1876 al 1880 e ancora dal 1881 al 1891, oltre che sindaco di Bagno a Ripoli.